# Dark ambient
Dark ambient er en undergenre af ambient musik, som har varslende, dystre eller disharmoniske overtoner. Dark ambient kom frem i 1980'erne og 1990'erne med introduktionen af ny synthesizer og sampling-teknologi i elektronisk-musikgenren, samt andre tekniske fremskridt indenfor musikken. Dark ambient er en forskelligartet genre, med en vis forbindelse til industrial, noise, ethereal wave og black metal, men alligevel generelt er fri for forbindelser til andre genrer eller stilarter.

## Oversigt
Dark ambient udviklede sig delvist baseret på flere af Brian Eno's tidlige samarbejder, som havde en tydelig mørk kant, tydeligst "An Index of Metals" (fra Evening Star (1975)), et samarbejde med Robert Fripp som indarbejdede rå guitarfeedback, ambient-stykkerne på den anden halvdel af David Bowie's Low (1977), Fourth World, Vol. 1: Possible Musics (1980), et samarbejde med Jon Hassell, og det sidste afsnit i hans ambient-serie, On Land (1982).
Ambient industrial-projekter såsom Coil, Lilith, Lustmord, Zoviet France og Nocturnal Emissions udviklede sig fra industrialmusik i løbet af 1980'erne, og var nogle af de tidligste kunstnere til at skabe konsistent "mørk" ambient musik. I slutningen af 1980'erne og starten af 1990'erne kom der en ethereal wave-trend indenfor darkwave-bevægelsen, som havde en tendens til at have følelsesladede, atmosfæriske stykker frem for mol-rock. Ethereal wave blev hovedsageligt associeret med pladeselskabet Projekt, med bands såsom Black Tape for a Blue Girl som lavede musik, der var tæt på de følelsesladede ambient-lydlandskaber.
Ved midten af 1990'erne arbejdede et stort antal kunstnere i ambient industrial, ambient noise, ethereal wave, illbient, isolationism, og andre fremkommende "dark ambient"-stilarter. Blandt disse kunstnere var Autopsia, Vidna Obmana, Daniel Menche, Lull, Raison d'Être, Lord Insomnia, Nefelheim og Shinjuku Thief. På samme tid vibrerede dark ambient ind i samtidsmusik. Eksempler på dette er projektet Aghiatrias eller komponisten Vladimír Hirschs soloværker. 
Generelt prøver musikken at fremprovokere en følelse af ensomhed, melankoli, indespærring og isolation.

## Beslægtede stilarter

### Black ambient
Black ambient (nogle gange kaldet ambient black metal) ses generelt som en stil, som kombinerer elementer fra black metal og ambient/dark ambient musik. Der kan dog være mest fokus på en frem for den anden. Elektrisk guitar og bas bruges ofte i forbindelse med elektroniske instrumenter, såsom synthesizere og trommemaskiner, eller kan ganske enkelt blive spillet i en ambient, atmosfærisk stil.
Det norske black metal-band Burzum kan betragtes som en pionér indenfor black ambient, specielt for albummet Filosofem. I de seneste år har flere medlemmer af black metal-bands haft sideprojekter hvori de har produceret denne musikstil. Andre black metal-bands er også begyndt at inkorporere ambient-musik på deres album. Blandt kendte kunstnere indenfor denne musikgenre er, som tidligere nævnt, Burzum (Norge), men også Velvet Cacoon (USA), Wolves in the Throne Room (USA), Xasthur (USA), Leviathan (USA), Nortt (Danmark), Abruptum (Sverige), Blut aus Nord (Frankrig), Summoning (Østrig) og Striborg (Australien).